# Bukoba
Bukoba je grad na sjeverozapadu Tanzanije. Nalazi se na zapadnoj obali Viktorijinog jezera, 30-ak km južno od granice s Ugandom i samo 1 stupanj južno od ekvatora. Centar je i upravno sjedište regije Kagera i druga po veličini tanzanijska luka na Viktorijinom jezeru.
Grad ima zračnu luku i redovitu trajektnu liniju s Mwanzom, kao i dobru cestovnu povezanost s Ugandom.
Godine 2002. Bukoba je imala 59.147 stanovnika.

## Vanjske poveznice

### Ostali projekti
|  | Zajednički poslužitelj ima još gradiva o temi Bukoba |